# Maaouya Ould Sid’Ahmed Taya

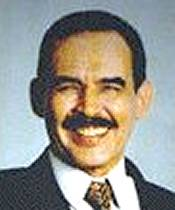
Maaouya Ould Sid’Ahmed Taya

Maaouya Ould Sid’Ahmed Taya (* 1941, nach anderen Angaben 1943 in Atar) war von 1984 bis 2005 Staatspräsident von Mauretanien.
Taya ist auch bekannt unter der arabischen Transliteration seines Namens معاوية ولد سيد أحمد الطايع / Muʿāwiya walad Sayyid Aḥmad aṭ-Ṭāyaʿ, معاوية ولد سيدي أحمد الطايع / Muʿāwiya walad Sīdī Aḥmad aṭ-Ṭāyaʿ oder معاوية ولد الطايع / Muʿāwiya walad aṭ-Ṭāyaʿ.

## Jugend- und Armeezeit
Nach seinem Schulbesuch arbeitete er als Grundschullehrer und trat dann 1960 in die Armee ein. 1961 wurde er zum Unterleutnant ernannt und schließlich 1971 zum  Hauptmann. Im Jahr 1978  wurde er vom damaligen Generalstabschef Moustapha Ould Mohamed Saleck wegen des Vorwurfs der „Unfähigkeit“  aus der Armee entlassen.
1979 holte  ihn der Verteidigungsminister und Generalstabschef Mohamed Khouna Ould Haidalla in die Armee zurück. Im Januar 1981 übernahm er, inzwischen Oberstleutnant, die Funktion des Generalstabschefs.

## Premierminister
Am 25. April 1981 berief ihn der Präsident der damaligen Militärregierung, Mohamed Khouna Ould Haidalla, zum Premierminister und Verteidigungsminister. Im März 1984 nahm Präsident Haidalla von ihm „wegen Unfähigkeit“ beide Ämter selbst zurück. Taya blieb aber Chef des Generalstabs.

## Präsident
1984 wurde Oberst Taya Staatschef von Mauretanien, nachdem er seinen gerade im Ausland weilenden Vorgänger Mohamed Khouna Ould Haidallah unter der direkten Leitung von dem französischen Präsidenten François Mitterrand und seinem Generalstabschef General Lacase durch einen unblutigen Putsch am 12. Dezember 1984 abgesetzt hatte. Es folgte eine Phase der Liberalisierung, 1992 organisierte er nach Einführung einer neuen Verfassung Wahlen mit mehreren Kandidaten, die laut Opposition gefälscht gewesen sein sollen. Die neue Verfassung wurde in einem Referendum am 12. Juli 1991 mit 97,94 % der Stimmen angenommen. Als Kandidat seiner neu gegründeten Partei Parti républicain démocratique et social (PRDS) erhielt er bei den Präsidentschaftswahlen am 24. Januar 1992 62,8 % der Stimmen. Seine PRDS stellte nach den Parlamentswahlen im März 67 der 79 Abgeordneten. Im Oktober 1996 waren es 70 und im Oktober 2001 64 der dann 81 Sitze. Als Präsident wurde er am 12. Dezember 1997 mit 90,15 % der Stimmen wiedergewählt, wobei die meisten Oppositionsparteien die Wahl boykottierten. Am 6. Juli 2003, kurz vor einem zweitägigen Militärputsch, dem er knapp entrann, ernannte er Sghaïr Ould M'Bareck zum neuen mauretanischen Premierminister. Bei den nächsten Präsidentschaftswahlen am 7. November 2003 siegte er wieder, diesmal mit 67,02 %. Opposition wie internationale Gemeinschaft meldeten Zweifel an.
Im Westsaharakonflikt bemühte sich Taya um Neutralität, konnte aber nicht vermeiden, dass die nördlichen Wüstengebiete von Guerilleros der POLISARIO als Rückzugsraum genutzt wurden. 1999 entschied er, als drittes arabisches Land nach Ägypten und Jordanien, volle diplomatische Beziehungen zu Israel aufzunehmen.

## Exil
Am 3. August 2005 übernahm das mauretanische Militär die Kontrolle über die Hauptstadt Nouakchott und erklärte den Präsidenten für abgesetzt. Taya befand sich zu dieser Zeit auf der Rückreise vom Begräbnis des saudi-arabischen Königs Fahd und landete mit seinem Flugzeug in der nigrischen Hauptstadt Niamey. Am 9. August reiste er von Niger nach Banjul in Gambia. Von hier flogen er und seine Familie am 22. August nach Katar, das ihm Asyl gewährte.